# Herning Blue Fox
Herning Blue Fox – duński klub hokejowy z siedzibą w Herning.

## Historia
W 1947 klub założono pod nazwą Herning IK. Od 1998 funkcjonuje jako Herning Blue Fox.
Trenerem zespołu był Todd Bjorkstrand, ojciec zawodnika Olivera. We wrześniu 2019 szkoleniowccem drużyny został Kanadyjczyk Benjamin Cooper.

## Sukcesy
- Złoty medal mistrzostw Danii (17 razy): 1973, 1977, 1987, 1991, 1992, 1994, 1995, 1997 (jako Herning IK), 1998, 2001, 2003, 2005, 2007, 2008, 2011, 2012
- Srebrny medal mistrzostw Danii (9 razy): 1975, 1985, 1990, 1993 (jako Herning IK), 2000, 2009, 2014, 2016, 2018
- Brązowy medal mistrzostw Danii (6 razy): 1974, 1981, 1989, 1996 (jako Herning IK), 2002, 2010
- Puchar Danii (7 razy): 1991, 1994, 1996 (jako Herning IK), 1998, 2012, 2014, 2015
- Finał Pucharu Danii: 1992 (jako Herning IK), 2002, 2006, 2009, 2022
- Udział w Pucharze Kontynentalnym: 2011/2012 (III runda), 2012/2013 (III runda), 2015/2016 (2. miejsce w Superfinale)

## Zawodnicy
Wychowankami klubu są Frans Nielsen, Peter Regin, Nicklas Jensen, Oliver Bjorkstrand, George Sørensen. Ponadto w klubie grał Dmitri Rodin.